# Jocelyne Vokouma
Pour les articles homonymes, voir Vokouma.
Jocelyne Vokouma, née le 23 juillet 1968 à Adjohoun au Bénin, est une femme d’État burkinabè.
Sous Blaise Compaoré, elle est gouverneur de la région des Cascades de 2009 à 2011. Elle est anthropologue et maître de recherche à l’Institut des Sciences des Sociétés du Centre National de la Recherche Scientifique et Technologique (CNRST) du Burkina.

## Biographie

### Études et enfance
Boussari Karimatou Jocelyne Vokouma est titulaire d’une maîtrise en histoire option archéologie et histoire de l’art de l’Université de Ouagadougou et d’un doctorat en anthropologie option ethnologie obtenu à l’Université de Provence Aix-Marseille I. Après un parcours en administration publique et gouvernance locale, en journalisme, en gouvernance d’organisation de la société civile et en expertise d’appuis techniques en élaboration et à la mise en œuvre de programmes et projets, Jocelyne Vokouma est maître de recherche à l’Institut des Sciences des Sociétés depuis octobre 2021.

### Carrière politique
Jocelyne Vokouma est secrétaire générale du Ministère de la promotion de la Femme, de novembre 2002 à septembre 2008,. Bien avant, de juin 2001 à novembre 2002, elle est conseillère technique au Ministère des droits humains. Elle est Gouverneure de la région des Cascades de 2009 à 2011. Elle est le troisième à ce poste dans l’histoire de la région des Cascades, au Burkina Faso. Nommée en Conseil des ministres le 14 octobre 2009, elle a été officiellement installée dans ses fonctions le mardi 1er décembre 2009, par le ministre de l’Administration territoriale et de la décentralisation, Clément Sawadogo

## Œuvres scientifiques
Jocelyne Vokouma est conseiller représentant le secteur de la recherche scientifique, au Conseil Économique et Social. Du 1er au 21 décembre 2018, elle est membre du comité technique de Relance de l’Institut des Peuples Noirs (CTR/IPN), du Ministère de la Culture, des Arts et du Tourisme à Ouagadougou.